# اچ‌ام‌اس تست (۱۹۰۵)
اچ‌ام‌اس تست (۱۹۰۵) (به انگلیسی: HMS Test (1905)) یک کشتی بود. این کشتی در سال ۱۹۰۵ ساخته شد.